# Mega Mindy versus Rox
Mega Mindy versus Rox is een Belgische kinderfilm uit 2015 van Studio 100 waarin zowel Mega Mindy als Rox een hoofdrol speelt. Voor Mega Mindy is het de vierde film, voor Rox is dit de eerste film. De film werd geregisseerd en geschreven door Matthias Temmermans. De film kwam uit op 9 december 2015.

## Verhaal
Lang geleden leefde er een superheld op Malta: Achiel. Hij had een Gouden Helm die, als hij hem opzette, hem speciale krachten gaf. Hij veranderde dan in Waterman en kon zo het weer regelen. Maar na een tijd liep het mis. Achiel wilde meer en meer macht en werd zo geleidelijk aan een slechte superheld. De bewoners van Malta wilden hem niet meer gehoorzamen met als gevolg dat hij met een verschrikkelijke storm Malta trachtte te vernietigen. Dit plan mislukte echter door een inmenging van Anita. Zij kon de Gouden Helm onteigenen van Achiel maar door de storm vloog de Helm naar de bodem van de oceaan. Na al die jaren heeft Anita de Helm teruggevonden. Er is echter een groot probleem: hij is alweer gestolen door handlangers van Achiel. Daarom roept Anita de hulp van Opa Fonkel en Mega Mindy in om zo de Gouden Helm voor goed te vernietigen. Maar Achiel is een geduchte tegenstander met een sluw plan. Hij ontvoert de Kolonel van team Rox en neemt via een computersysteem zijn gedaante over. Zo maakt hij team Rox wijs dat Mega Mindy en haar familie gouddieven zijn. Er barst een strijd los tussen Mega Mindy en Rox.

## Rolverdeling

### Hoofdpersonages
| Acteur               | Personage                 |
| -------------------- | ------------------------- |
| Free Souffriau       | Mieke Fonkel / Mega Mindy |
| Jelle Florizoone     | Rick                      |
| Jana Geurts          | Olivia                    |
| Jeremy Vandoorne     | Xavier                    |
| Chris Van den Durpel | ROX (stem)                |

### Nevenpersonages
Personages met een roze achtergrond komen ook voor in de afleveringen van Mega Mindy.
Personages met een blauwe achtergrond komen ook voor in de afleveringen van Rox.
Personages zonder achtergrondkleur komen uitsluitend in deze film voor.

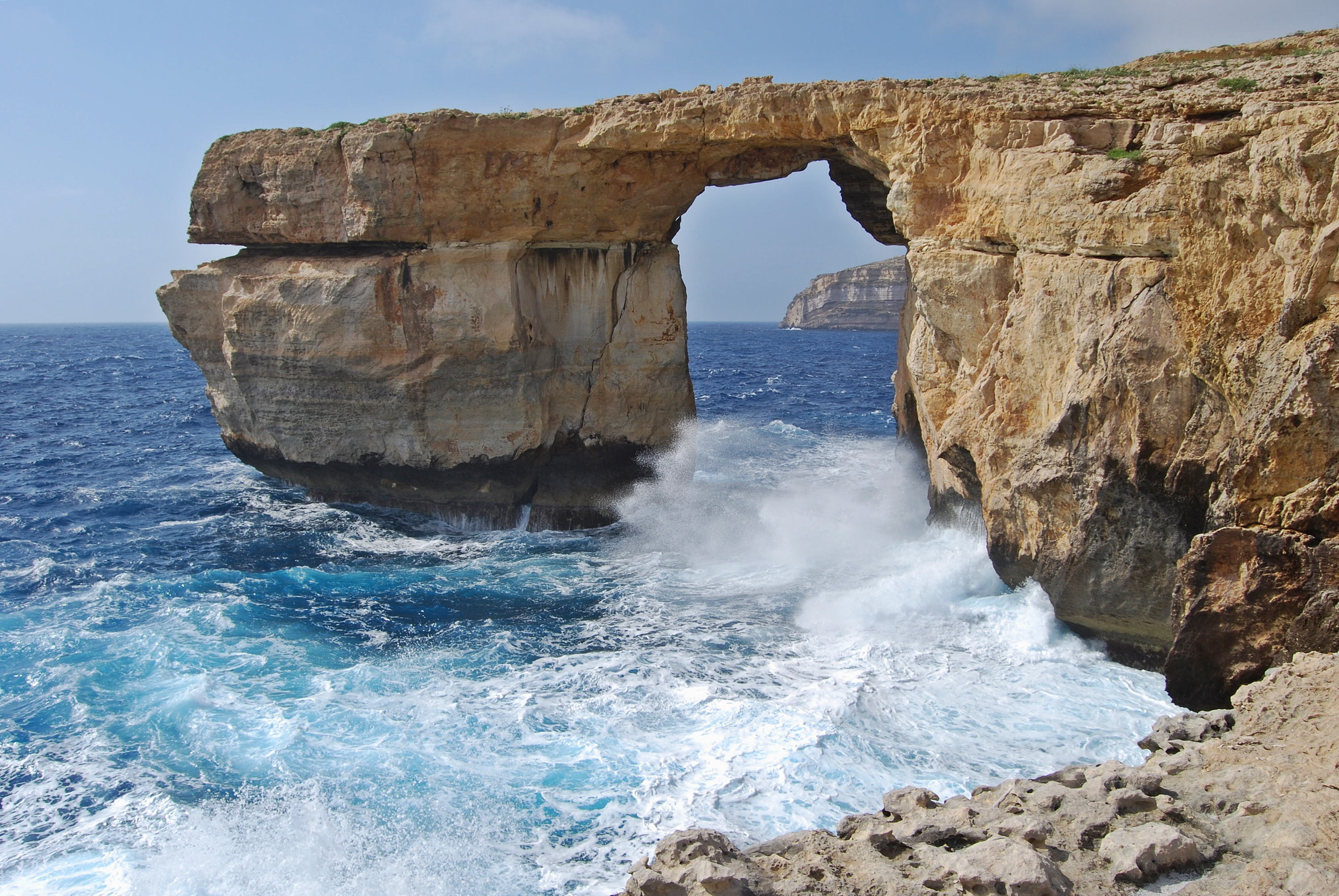
Het Blauwe Raam

| Acteur                       | Personage           |
| ---------------------------- | ------------------- |
| Nicky Langley                | Oma Fonkel          |
| Fred Van Kuyk                | Opa Fonkel          |
| Anton Cogen                  | Commissaris Migrain |
| Matthias Temmermans          | Bliep (stem)        |
| Frans Maas                   | Kolonel             |
| Liliana de Vries Elena Vella | Anita               |
| Jim Bakkum                   | Achiel / Waterman   |
| Jeron Amin Dewulf            | Jones               |
| Edward Mercieca              | Duncan              |
| Marylu Coppini               | Magdalena           |

## Achtergrond
De opnames werden voornamelijk gemaakt op Malta. Zo werd er gefilmd aan het Blauwe Raam, een voormalige populaire filmlocatie op het eiland.
In april 2016 werd de film uitgebracht op DVD.